# Odd-Karl Stangnes
Odd-Karl Stangnes (Tromsø, 28 ottobre 1968) è un allenatore di calcio ed ex calciatore norvegese, di ruolo difensore.

## Carriera

### Giocatore

#### Club
Stangnes giocò per lo Skjervøy, prima di passare al Bodø/Glimt. Esordì nella Tippeligaen il 4 maggio 1997, quando fu titolare nella sconfitta per 2-1 sul campo del Tromsø. Il 16 maggio dello stesso anno, segnò la prima rete, nel successo per 1-0 sul Lyn Oslo.
Nel 1999 passò al Lofoten e nel 2000 proprio al Lyn Oslo. Il debutto in squadra fu datato 30 aprile 2000, nel successo per 0-2 sul Sandefjord. Il 3 maggio siglò la prima rete, nella vittoria per 2-0 sul Sogndal. Si trasferì allora allo Jevnaker e all'Ullensaker/Kisa poi. Giocò in prestito, in due circostanze separate, anche allo Skeid. Nel 2007 passò all'Hammerfest, dove ricoprì l'incarco di allenatore-giocatore.

### Allenatore
Dopo aver lasciato lo Hammerfest, diventò allenatore del Finnsnes.